# Frumușica (film)
Pretty Woman este un  film comedie romantică din 1990. Scris de J.F. Lawton și regizat de Garry Marshall, filmul îi prezintă pe Richard Gere, Julia Roberts și Hector Elizondo. Bazat pe o poveste adevărată, scenariul la Pretty Woman este centrat pe norocul unei prostituate din Hollywood, Vivian Ward, care este angajată de un om de afaceri foarte bogat, Edward Lewis, să fie escorta lui la mai multe întâlniri sociale și de afaceri, iar relația lor se dezvoltă pe durata șederii de o săptămână a lui Vivian la el în camera de hotel.
Inițial s-a dorit ca filmul să fie o dramă neagră despre prostituția din New York, filmul a fost regândit și a fost transformat într-o comedie romantică cu un buget mai mare. Filmul a avut succes instant și a devenit unul dintre filmele din 1990 cu cele mai mari încasări și astăzi fiind unul dintre cele mai de succes intrări în genul comedie romantică, cu încasări estimate la $463.4 milioane de USD. Roberts a primit un Golden Globe Award pentru rolul ei și o nominalizare la Premiul Oscar, în plus scenaristul J.F. Lawton a fost nominalizat la Writers Guild Award și la Premiile BAFTA. Filmul a fost urmat de o serie de comedii romantice de același fel, incluzând Runaway Bride (1999), care i-a reunit pe Gere și Roberts sub regia lui Garry Marshall din nou.